# 金谷澤站
金谷澤站（日语：／ Kanayasawa eki */?）是位於青森縣陸奧市大字奧內，屬於東日本旅客鐵道（JR東日本）大湊線的車站。

## 歷史
- 1953年（昭和28年）6月10日：車站啟用。
- 1987年（昭和62年）4月1日：伴隨國鐵分割民營化，車站由東日本旅客鐵道（JR東日本）營運[1]。

## 車站構造
本站是設有1面1線單式月台的地面車站，也是由大湊站負責管理的無人車站。

## 車站周邊
- 國道279號 (日本)
- 陸奧灣

## 相鄰車站
東日本旅客鐵道（JR東日本）
■大湊線
□快速「下北」
通過
■普通
近川－金谷澤－赤川

## 注腳
1. ↑  『交通年鑑 昭和63年版』 交通協力會，1988年3月。

## 外部連結
- 車站資訊（金谷澤）：東日本旅客鐵道（日語）